# Tre bagnanti
Tre bagnanti è un dipinto a olio su tela (19x22 cm) realizzato tra il 1874 ed il 1875 dal pittore Paul Cézanne.
È conservato nel Musée d'Orsay di Parigi.